# هورون شمالی، انتاریو
هورون شمالی (به انگلیسی: North Huron) یک شهر و منطقه واحد اداری در کانادا است که در شهرستان هورون، انتاریو قرار دارد.
هورون شمالی ۴٬۸۸۴ نفر جمعیت دارد.